# Jakov Borisovič Zeldovič
Jakov Borisovič Zeldovič [jákov borísovič zeldóvič], FRS (belorusko Якаў Барысавіч Зяльдовіч, rusko Я́ков Бори́сович Зельдо́вич), ruski fizik, astrofizik in kozmolog, * 8. marec 1914, Minsk, Ruski imperij (sedaj Belorusija), † 2. december 1987, Moskva, Sovjetska zveza (sedaj Rusija).
Zeldovič je tvorno sodeloval v razvojni skupini sovjetskega jedrskega in termonuklearnega orožja.
Po njem se imenuje asteroid glavnega asteroidnega pasu 11438 Zeldovič (11438 Zeldovich, 11438 Zel'dovich), ki ga je odkrila Smirnova 29. avgusta 1973 na Krimskem astrofizikalnem observatoriju.